# Amorphochelus minutus
Amorphochelus minutus är en skalbaggsart som beskrevs av Marc Lacroix 1997. Amorphochelus minutus ingår i släktet Amorphochelus och familjen Melolonthidae. Inga underarter finns listade i Catalogue of Life.